# Death Row Greatest Hits
Death Row Greatest Hits är ett samlingsalbum med blandade artister utgivet av Death Row Records och Interscope Records den 26 november 1996.

## Låtlista
| 1.  | "Nuthin' but a 'G' Thang" (Dr. Dre feat. Snoop Dogg)                                             | The Chronic                | 3:41 |
| 2.  | "Gin and Juice" (Snoop Dogg)                                                                     | Doggystyle                 | 3:31 |
| 3.  | "Afro Puffs" (The Lady of Rage)                                                                  | Above the Rim              | 4:45 |
| 4.  | "Natural Born Killaz" (Ice Cube och Dr. Dre)                                                     | Murder Was the Case        | 4:46 |
| 5.  | "Who Am I (What's My Name)?" (Snoop Dogg)                                                        | Doggystyle                 | 4:07 |
| 6.  | "Keep Their Heads Ringin'" (Dr. Dre feat. Nanci Fletcher)                                        | Friday                     | 3:58 |
| 7.  | "No Vaseline" (Ice Cube)                                                                         | Death Certificate          | 4:04 |
| 8.  | "Doggy Dogg World" (Snoop Dogg feat. Tha Dogg Pound, The Dramatics och Nanci Fletcher)           | Doggystyle                 | 4:40 |
| 9.  | "Keep Ya Head Up" (2Pac feat. Dave Hollister)                                                    | Strictly 4 My N.I.G.G.A.Z. | 4:22 |
| 10. | "Murder Was the Case" (Snoop Dogg feat. Daz Dillinger)                                           | Doggystyle                 | 4:19 |
| 11. | "Lil' Ghetto Boy" (Dr. Dre feat. Snoop Dogg)                                                     | The Chronic                | 4:20 |
| 12. | "Ain't No Fun" (Snoop Dogg feat. 213 och Nanci Fletcher)                                         | Doggystyle                 | 4:09 |
| 13. | "Lodi Dodi" (Snoop Dogg feat. Nanci Fletcher)                                                    | Doggystyle                 | 4:24 |
| 14. | "Stranded on Death Row" (Dr. Dre feat. Snoop Dogg, Kurupt, Bushwick Bill, The Lady of Rage, RBX) | The Chronic                | 4:40 |
| 15. | "The Shiznit" (Snoop Dogg)                                                                       | Doggystyle                 | 4:15 |
| 16. | "Dear Mama" (2Pac)                                                                               | Me Against the World       | 4:55 |
| 17. | "Me Against the World" (2Pac)                                                                    | Me Against the World       | 4:39 |

| 1.           | "Let Me Ride (Remix)" (Dr. Dre feat. Snoop Dogg och Daz Dillinger) | The Chronic                | 6:01    |
| 2.           | "Gin and Juice (Remix)" (Snoop Dogg)                               | Doggystyle                 | 5:02    |
| 3.           | "Daydreaming" (Michel'le)                                          | Ej tidigare släppt         | 4:53    |
| 4.           | "Who Am I (What's My Name)? (Remix)" (Snoop Dogg)                  | Doggystyle                 | 4:09    |
| 5.           | "Nuthin' but a 'G' Thang (Remix)" (Dr. Dre feat. Snoop Dogg)       | The Chronic                | 4:33    |
| 6.           | "I Get Around (Remix)" (2Pac feat. Digital Underground)            | Strictly 4 My N.I.G.G.A.Z. | 4:00    |
| 7.           | "Lil Ghetto Boy (Remix)" (Dr. Dre feat. Snoop Dogg)                | The Chronic                | 4:52    |
| 8.           | "Hit 'Em Up" (2Pac feat. Outlawz)                                  | All Eyez on Me             | 5:10    |
| 9.           | "Who Been There, Who Done That" (J-Flexx)                          | Stayin' Alive              | 4:29    |
| 10.          | "F-ck Wit Dre Day" (Remix) (Jewell)                                | The Chronic                | 4:36    |
| 11.          | "Pour Out A Little Liquor" (Thug Life)                             | Thug Life: Volume 1        | 3:28    |
| 12.          | "What Would You Do" (Tha Dogg Pound)                               | Murder Was the Case        | 5:08    |
| 13.          | "Come Up To My Room" (Jodeci)                                      | Murder Was the Case        | 4:36    |
| 14.          | "Come When I Call" (Danny Boy)                                     | Murder Was the Case        | 4:55    |
| 15.          | "Me In Your World" (Dat Nigga Daz feat. Kurupt)                    | Ej tidigare släppt         | 3:47    |
| 16.          | "Smile For Me Now" (2Pac feat. Scarface)                           | Ej tidigare släppt         | 4:47    |
| Total längd: | Total längd:                                                       | Total längd:               | 2:28:01 |